# Phreatia falcata
Phreatia falcata är en orkidéart som beskrevs av Henry Nicholas Ridley. Phreatia falcata ingår i släktet Phreatia och familjen orkidéer. Inga underarter finns listade i Catalogue of Life.